# اللد

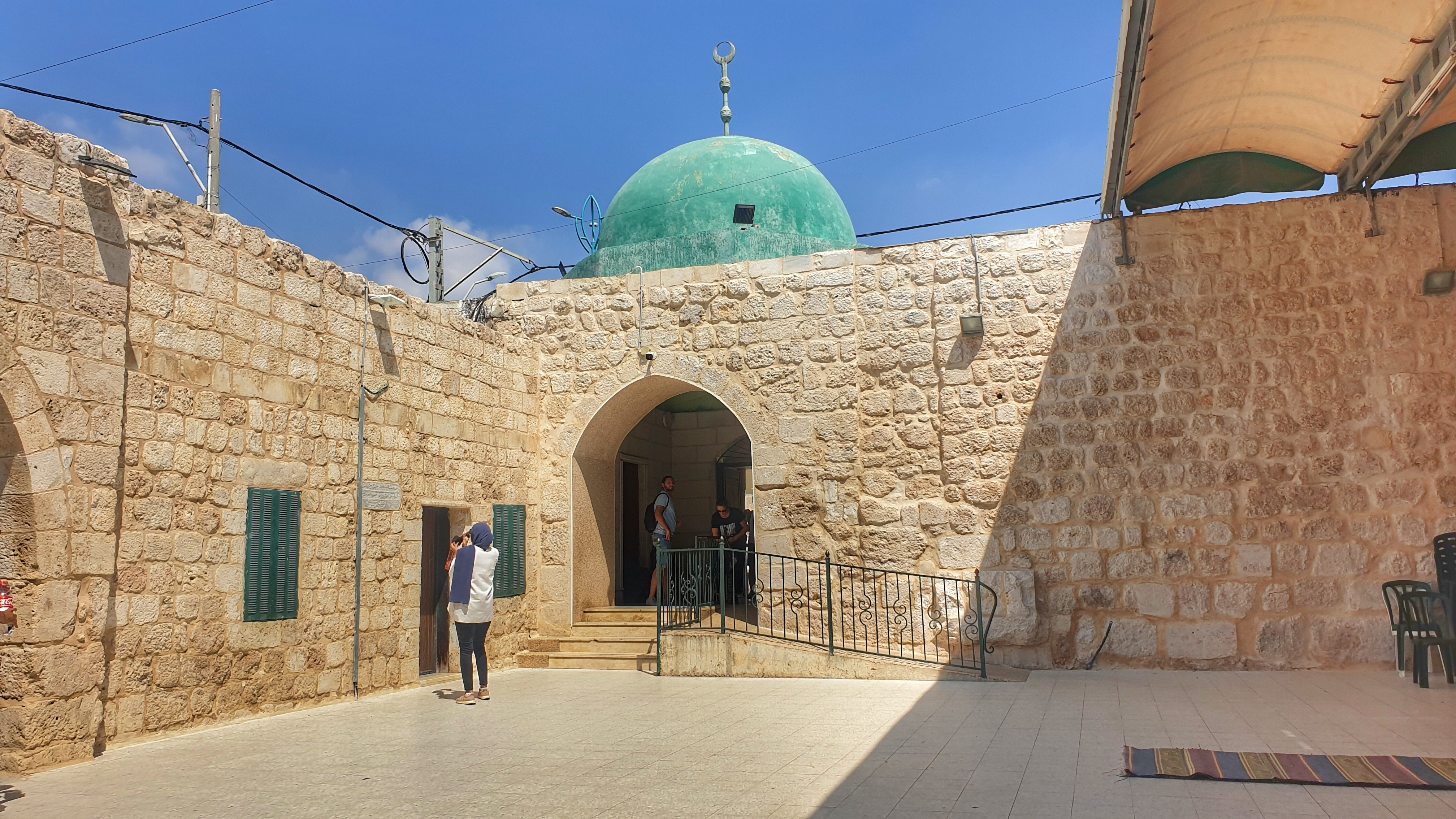
المسجد العمري الكبير في اللد

اللِدْ مدينة كنعانية من أكبر وأقدم مدن فلسطين التاريخية، تقع اليوم ضمن المنطقة الوسطى لإسرائيل، لعبت على مدار التاريخ دورا إستراتيجياً كملتقى للطرق الرئيسية في المنطقة. توالت على حكم المدينة دول وحضارات إلى أن سقطت في أيدي الاحتلال الإسرائيلي خلال حرب 1948، أسسها الكنعانيون في الألف الخامس قبل الميلاد، وتمّ ذكرها في العديد من المصادر التاريخية.

## الموقع
تقع على بعد 38 كم شمال غرب القدس، وعلى مسافة 16 كم جنوب شرق مدينة يافا و5 كم شمال شرق الرملة. في الماضي سيطرت المدينة على الطريق الرئيسية وخط سكك الحديد يافا - القدس. وتبلغ مساحتها حوالي 14.8 كم2، ويسكنها اليوم خليط من اليهود والعرب، بعد تهجير غالبية سكانها الفلسطينيين بعد النكبة، ووصل عدد سكانها في عام 2021م إلى 82629 نسمة، 41078 من الرجال و41551 من النساء. نسبة العرب بلغت نحو 29.8%، 97% منهم من المسلمين، والبقية من المسيحيين. نسبة اليهود بلغت 70.2%. منذ تدشين «شارع رقم 1» شارع باب الواد التاريخي العابر في اللطرون بعد حرب 1967 وإغلاق سكة الحديد الواصلة إلى القدس مع احتلال اللد فقدت المدينة مركزيتها. في السنوات الأخيرة تمّ افتتاح سكة الحديد من جديد، ولكن الحكومة الإسرائيلية بادرت بناء سكة حديد جديدة قُرب مسار «طريق رقم 1».

## التسمية
كانت تُسمَّى في عصر تحتمس الثالث الفرعوني بـِ «رتن» وفي عهد الرومان دُعيَّت باسم: «ديوسبوليس»، في الماضي كانت اللد عاصمة منطقة وسط فلسطين. هُناك مَصادر صادرة بلغات أوروبية حيث أنها تَذكر اللد باسم: Lydea أو Lydda. حيث ذكرها الأديب اليهودي يوسيفوس فلافيوس في كتابه: «تاريخ اليهود» من القرن الأول للميلاد قائلاً أنها: «قرية لا يقل حجمها عن حجم مدينة». كما وأنَّ مدينة اللد مذكورة في بعض المصادر اليهودية والمسيحية القديمة، حيث ذكرت باسم: «لود» في سفر أخبار الأيام الأول (أصحاح 8) وفي سفر أعمال الرسل (أصحاح 9): كإحدى المُدن القريبة من يافا، كذلك ذُكرت في التلمود كإحدى المراكز اليهودية في القرون الأولى للميلاد.

## التاريخ
بعد الفتح الإسلامي للشام اتخذ عمرو بن العاص المدينة عاصمة لجند فلسطين سنة 636، واستمرت كذلك حتى إنشاء مدينة الرملة سنة 715م، حيث احتلت مركز الرئاسة في فلسطين. أصبحت اللد العاصمة المؤقتة لسليمان بن عبد الملك الخليفة الأموي الذي كان والياً على فلسطين. وفي عام 1099 احتلتها القوات الصليبية، وبقيت كذلك إلى أن حررها السلطان الظاهر بيبرس عام 1267 بعد انتصاره على الصليبيين. خلال الحرب العالمية الأولى، انسحب الجيش العثماني سنة 1917 من اللد عند اقتراب الجيش البريطاني منها، لتصبح المدينة تحت الانتداب البريطاني -طبقا لاتفاقية سايكس بيكو– الذي تحول بعد سنين ليصبح حكومة الانتداب البريطاني على فلسطين.

### الفترة الصليبية والأيوبية
احتل الصليبيون المدينة عام 1099 وأطلقوا عليها اسم سانت جورج دي ليدي. وقد غزاها صلاح الدين الأيوبي لفترة وجيزة، ولكن استعادها الصليبيون عام 1191. بالنسبة للصليبيين الإنجليز، كانت مكانًا ذا أهمية كبيرة كمكان ميلاد القديس جورج. جعلها الصليبيون مقرًا لأبرشية الكنيسة اللاتينية، ولا تزال مقرًا فخريًا. كانت تدين بخدمة 10 فرسان و20 رقيبًا، وكان لها محكمة برجس خاصة بها خلال هذه الحقبة.
في عام 1226، زار الجغرافي السوري الأيوبي ياقوت الحموي مدينة اللدّ وذكر أنها كانت جزءًا من قضاء القدس أثناء الحكم الأيوبي.
أصبحت اللد مدينة في سنة 1877، صُنفت البلدة في العنقود الاجتماعي-الاقتصادي 4 (من 10) لعام 2019. نسبة المسلمين من مجمل سكان البلدة تبلغ 99.9%. معدل الخصوبة في البلدة (معدل عدد الأطفال لكل امرأة)، صحيح لعام 2021، هو 3.41. صحيح لذات السنة، فإن الهجرة الكلية إلى البلدة إيجابية، ومساوية ل230 (أي الفرق بين المهاجرين إلى البلدة والخارجين منها).
بلغ عدد الطلاب في البلدة 17295 طالبًا في السنة الدراسية 2020-2021، وفي ذات السنة الدراسية بلغت نسبة الطلاب المتسربين من التعليم %1.47. نسبة حاملي شهادة البجروت من بين طلاب الصف الثاني عشر لذات السنة هي 67.2%. نسبة الطلاب الأكاديميين في البلدة هي 2%. في البلدة 45 مدرسة، و752 صفًا.
وصلت نسبة التصويت للانتخابات الحلية في عام 2018 إلى 56.39%. وعدد أعضاء البلدية، صحيح لعام 2021، هو 19 عضو. أما عن معدّل الدخل الشهري، صحيح لسنة 2019، فهو 8,088 شيكل.

### الحكم العربي الإسلامي
انتصر المسلمون على الإمبراطورية البيزنطية وبهذا افتتحت بلاد الشام بقيادة عمرو بن العاص في عهد الخليفة عمر بن الخطاب؛ حيث كانت اللد حينها عاصمة فلسطين القديمة، وبعد الفتح الإسلامي اتخذها عمرو بن العاص عاصمة لجند فلسطين عام 636م واستمرت كذلك حتى تمّ تأسيس مدينة الرملة عام 715م حيث احتلت مركز الرئاسة في فلسطين. في تلك الفترة وبين الفترتين كانت اللد مسرحاً للعديد من المعارك الحربية التي دارت بعد مقتل الخليفة عثمان بن عفان ثم أصبحت العاصمة المؤقتة لسليمان بن عبد الملك الخلافة الأموية الذي كان والياً على فلسطين في عام 1099م احتلت القوات الصليبية مدينة اللد وفي عام 1267م ضمها السلطان بيبرس المملوكي المدينة إلى نفوذه بعد انتصاره على الصليبيين.
كانت اللد في العهد العثماني، عام 1516م قرية تابعة لقضاء الرملة واكتسبت أهميتها السياحية من وجود قبر القديس جاورجيوس وأنقاض الكنيسة التي بنيت فوقه والتي أعيد بناؤها عام 1870م. وفي عام 1900م انتشر في اللد وباء الكوليرا وأودى بحياة الكثير من سكانها وفي عام 1914م إندلعت الحرب العالمية الأولى وجُنِّدَ شُبان المدينة للاشتراك في الحرب التي أنهت الحكم العثماني على البلاد. وفي عام 1917م إنسحب الجيش العُثماني من اللد عند اقتراب الجيش البريطاني منها وأصبحت اللد تحت الحكم العسكري البريطاني الذي تحول بعد سنين ليُصبح حكومة الإنتداب البريطاني على فلسطين.

### الانتداب البريطاني

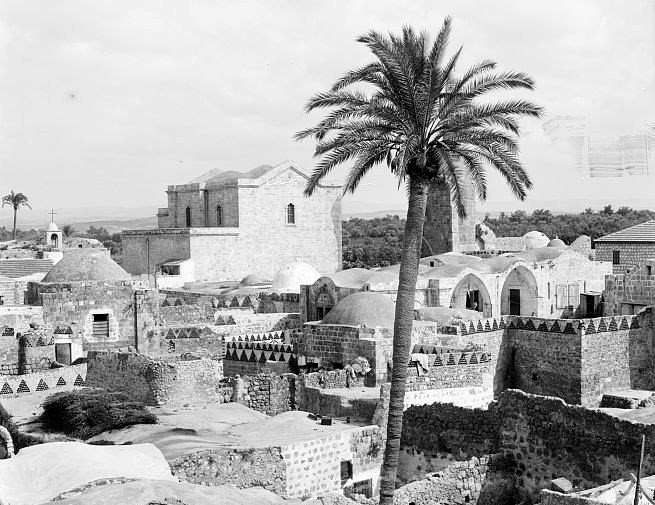
مدينة اللد عام 1920م.

كانت الأغلبية الساحقة من سكان اللد من العرب الفلسطينيين؛ حيث بلغ عددهم 8,103 نسمة حسب إحصائية عام 1922م منهم نحو 920 مسيحياً (11% تقريباً)، أمّا في عام 1948؛ فقد بلغ عددهم 22 ألف نسمة تقريباً. في عام 1892م افتتح خط القطار الأول في فلسطين من يافا إلى القدس عبر اللد والرملة. وكان رجل الأعمال اليهودي المقدسي يوسف نافون قد بادر ببناء السكة الحديدية الذي تمّت من قبل شركة فرنسية، والذي زاد من أهمية اللد. في الحرب العالمية الأولى ربطت السلطات العثمانية مدينة اللد بسكة حديدية جديدة مرت من مرج بن عامر جنوباً عبر جنين وطولكرم من أجل تسهيل نقل الجنود والعتاد العسكري لساحات المعارك. بعد تأسيس الانتداب البريطاني قامت حكومة الانتداب بترقية السكة الحديدية حيث أصبحت اللد في عشرينات القرن العشرين مُلتقى لخطوط القطار المُتجهة إلى جميع أنحاء المنطقة.
وفي عام 1937م افتتحت حكومة الانتداب البريطاني «مطار فلهيلما» قُرب مدينة اللد والذي أصبح المطار الدولي لفلسطين حتى بعد قيام دولة إسرائيل عام 1948م حيث غيرت السلطات الإسرائيلية إسمه ليصبح «مطار اللد»، أما في عام 1973م بعد وفاة رئيس الوزراء الإسرائيلية الأول دافيد بن غوريون تغيّر إسمه ثانية ليصبح: مطار بن غوريون الدولي. حيث يتم الوصول إليه اليوم من «شارع رقم 1» دون الدخول إلى مدينة اللد.
إثر حرب 1948 إضطر الكثير من سكان المدينة للنزوح منها إذ أصبحت المدينة ساحة معركة بين القوات الإسرائيلية وقوات عربية مُختلفة. في شهر يوليو من عام 1948م احتل الجيش الإسرائيلي المدينة وبعد توقيع «إتفاقية رودس» عام 1949م أصبحت مدينة إسرائيلية. منحت دولة إسرائيل الجنسية الإسرائيلية لجميع السكان الذين بقوا في المدينة بينما بدأ بعض اليهود بالسكن في المدينة، واليوم ربع سكانها تقريباً من العرب والباقي هم اليهود.

### النكبة والاحتلال الإسرائيلي

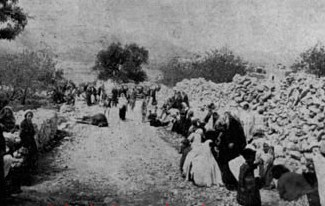
أهالي اللد العرب يُهاجرون مدينتهم أثر إعلان قيام دولة إسرائيل وإقتحام القوات اليهودية المدينة.

في خطة تقسيم فلسطين في شهر نوفمبر من عام 1947م وقعت اللد على الحدود بين الدولتين العربية واليهودية من جانبه العربي، ولكن هذه الخطة لم تطبق أبداً. بعد إقرار الخطة في الأمم المتحدة قام سكان اللد بالإستعداد للحرب المُتوقعة بين القوات اليهودية للقوات الفلسطينية، حيث تطوع المئات من شبان القرية للقتال؛ نتيجة المعارك التي وقعت في يافا والقرى المجاورة لها وصل إلى اللد آلاف اللاجئين من سكان يافا وقراها واكتظت المدينة باللاجئين. في أواخر شهر أبريل من عام 1948م احتلت قوات الهاجاناه اليهودية القرى العربية التي وقعت على الطريق الواصلة بين يافا واللد وتقدمت نحو المدينة، بينما واصل تدفق اللاجئين إلى المدينة وأخذ السكان يُعانون من نقص في المواد الغذائية والمياه.
بعد الإعلان عن دولة إسرائيل في 14 مايو 1948م قرر القادة الإسرائيليون شن عملية عسكرية واسعة في منطقة اللد والرملة لإبعاد القوات العراقية والأردنية التي كانت مُرابطة في الرملة وللإستيلاء على مطار اللد ضمن هذه العملية التي تم تسميتها بـِ «عملية داني» هاجم الجيش الإسرائيلي مدينة اللد في 10 يوليو 1948م واحتلها في نفس اليوم نتيجة الهجوم المُكثف الذي أسفر عن وقوع الكثير من الضحايا، تُرك مُعظم السُكان واللاجئين في المدينة ويُقدر عدد الباقين في المدينة بألف نسمة فقط؛ حسب شهادات بعض الباقين في المدينة وتقرير المُؤرخ الإسرائيلي بيني موريس أنَّه قد قتل الجيش الإسرائيلي بعد انتهاء المعارك 167 شخص من سكان اللد بعد أن جمعّوهم في مسجد دهمش. كذلك بقي المسجد مُغلقاً لسنوات طويلة حتى تمّ ترميمه وافتتاحه من جديد عام 2002م؛ يُذكر أنَّ أحد الداخلين إلى المسجد قد قال قبل أن يبدأوا بأعمال الترميم بأنهم لاحظوا بُقعاً من الدم على جدران المسجد.
تشتمل مدينة اللد اليوم على المباني السكنية القديمة المُحيطة بمنطقة النواة المركزية التي تضم الأسواق القديمة والمحلات التجارية واللد الجديدة التي ظهرت بالشكل الحديث بعد تدفق اليهود المهاجرين إليها. وتقع اللد اليوم ضمن المنطقة الوسطى طِبقاً للتقسيم الإداري لدولة إسرائيل التي تضم الرملة، رحوبوت ونيس زيونا ولقد أصبحت اللد الآن مركزاً صناعياً ضخماً حيث يوجد بها مصانع للطائرات الحربية ومصانع للمواد الغذائية، السجاد، الورق، الآلات والإلكترونيات على الرغم من إنشاء مدينة اللد الجديدة إلا أن المدينة القديمة ما زالت مُحتفظة بطابعها العربي. يعيش في اللد حوالي 70 ألف نسمة من بينهم 27% من العرب يعيشون في أحياء فقيرة، وفي ظروف إنسانية صعبة للغاية، وتُنفَّذ بحقهم أوامر هدم منازل شبه يومية هذا عدا عن الارتفاع الكبير في مستوى العنف والجريمة وخاصةً المُخدرات، ومن الأحياء العربية المُهددة بالهدم من قبل الحكومة الإسرائيلية «حي بيارة شنير» الذي يقع على الحدود الغربية للمدينة، يبلغ عدد سكانه حوالي 3,000 نسمة، كما ويُعرف بأنه حي في أوضاع صعبة وتكاد لا تعد المشاكل التي يُعاني منها السكان فنتيجة للإهمال المتواصل فلا يوجد هناك أي تنظيم للبناء مما يعني أنّ الأبنية غير مُنظمة وتطور عشوائي دون أدنى تنظيم ودون بنية تحتية مُلائمة، ولتظهر العنصرية الإسرائيلية تجاه المواطنون العرب على حقيقتها فهناك فصل بين هذا الحي والحي اليهودي المُجاور بواسطة جدار يبلغ ارتفاعه أربعة أمتار، بُني من الباطون الصلب والحديد وطوله 1.5 كم.

## السكان

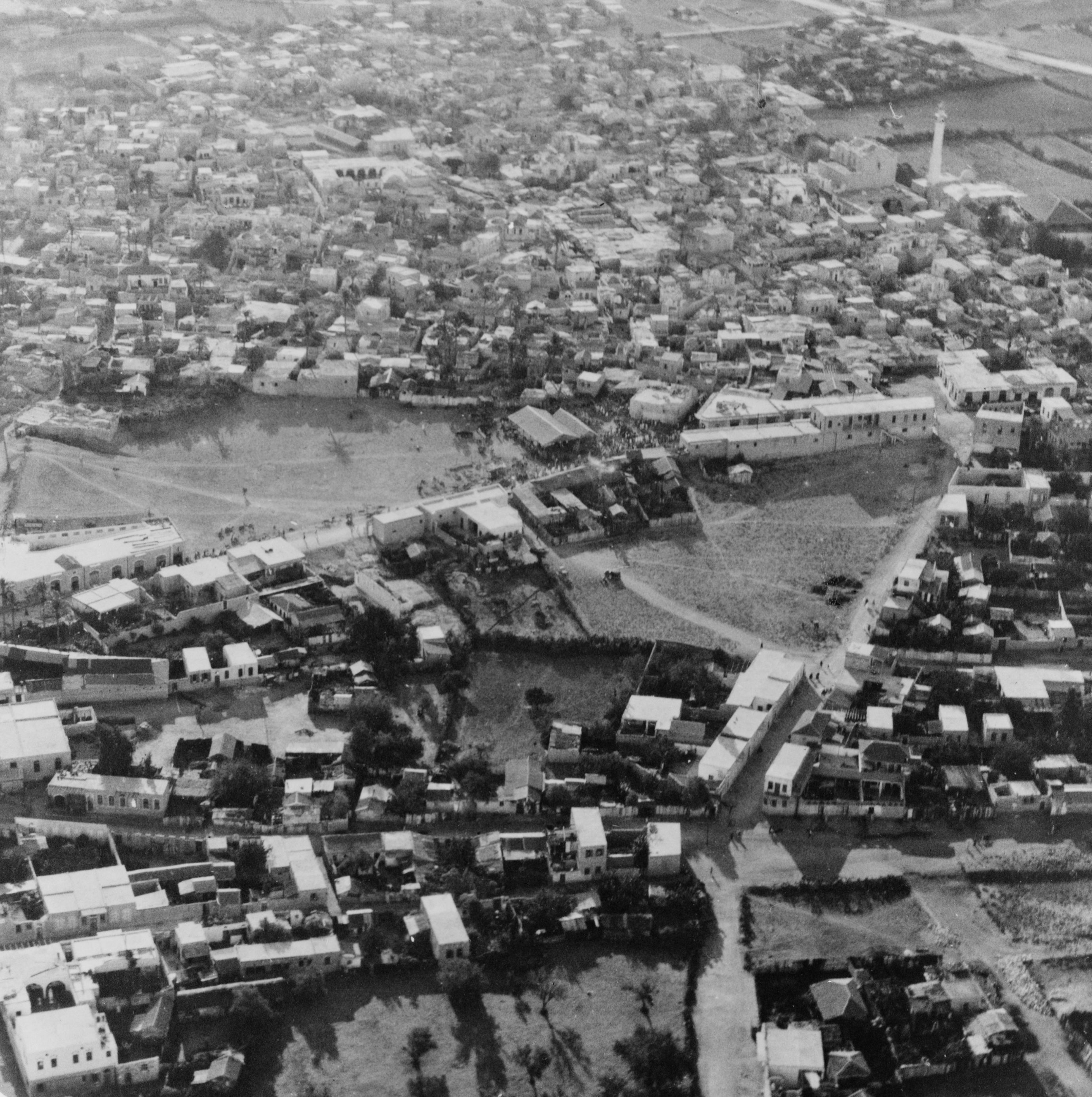
اللد في عام 1932

وفقاً لمكتب الإحصاء المركزي، فقد وصل عدد سكان مدينة اللد إلى 70,270 نسمة؛ عام 2011.
| عام   | نسمة   |
| ----- | ------ |
| 1948م | 1,100  |
| 1955م | 17,200 |
| 1961م | 19,000 |
| 1972م | 30,600 |
| 1983م | 40,400 |
| 1995م | 52,300 |
| 2005م | 66,600 |
| 2006م | 66,800 |
| 2008م | 67,400 |
| 2010م | 70,000 |
| 2011م | 70,270 |

## المعالم
تقع المدينة عند مُلتقى طرق مواصلات رئيسية ومُلتقى خطوط سكك حديدية فلذلك فإن من أبرز معالمها:
- محطة السكة الحديدية.
- مطار بن غوريون: أقامتهُ حكومة الإنتداب البريطاني باسم: «مطار اللد» وبعد قيام إسرائيل توسع وأصبح المطار الدولي الخاص بها.

وهناك الكثير من المعالم الأثرية مثل:
- بئر الزنبق: وهو بئر قديم مُنذ عهد الصليبيين.
- الساحة الشرقية ومنارة الأربعين: وهذه الأمكنة كانت مسرحاً لهروب محمد بن أبو حذيفة بن عتبة وجماعته في عهد معاوية بن أبي سفيان وذلك بعد مقتل الخليفة عثمان بن عفان.
- الجامع العمري: بُني في عهد المماليك وأمر ببنائه الظاهر بيبرس.
- كنيسة القديس جاورجيوس: وهي كنيسة أقيمت على قبر القديس جاورجيوس في القرن الثالث الميلادي.
- جسر جنداس: ويقع شمال المدينة وبُني في عهد المماليك بأمر من الظاهر بيبرس، يحث يبلغ طوله 30 متراً وعرضه 13 متراً وارتفاعه 6 أمتار ونصف.
- مسجد دهمش: بناه خليل دهمش ويقال أنه من سكان مدينة يافا.
- خان الحلو: ويستخدم من قبل المسافرين وهو يشبه الفندق هذه الأيام.
- بئر أبو شنب: وهو بئر قديم جاءت شهرته من كونه مصدراً رئيسياً للماء.
- بئر أبي محمد عبد الرحمن بن عوف: وهو صحابي مشهور توفي عام 32 هجرية 652 ميلادية.

## ابرز الشخصيات بالمدينة
- جورج حبش (1926-2008)، مؤسس الجبهة الشعبية لتحرير فلسطين
- سليم طعمه، لاعب كرة قدم

## مدن متوأمة

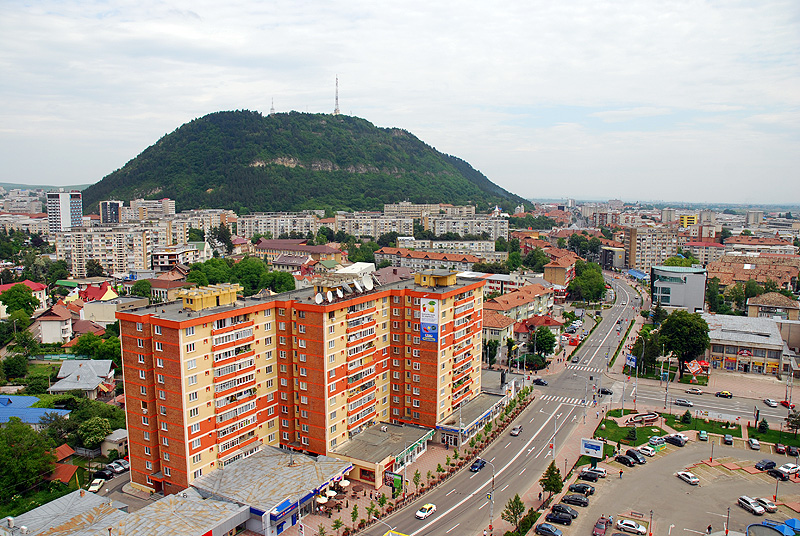
مدينة بياترا نيامتس الرومانية.

|    | المدينة       | الدولة  |
| -- | ------------- | ------- |
| 1. | بياترا نيامتس | رومانيا |
| 2. | سامتريديا     | جورجيا  |

## معرض الصور

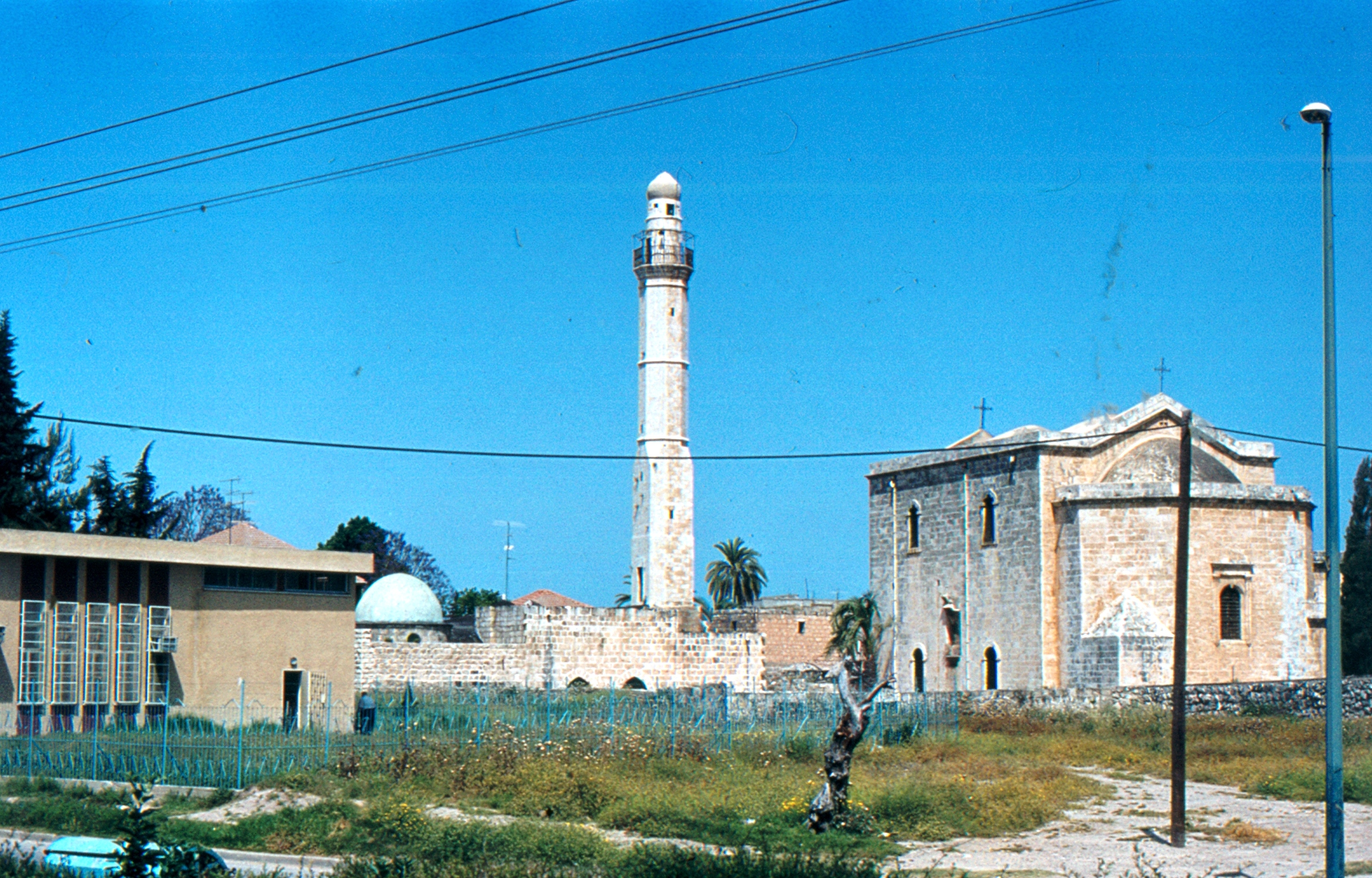
كنيسة ومسجد وكنيس في اللد.
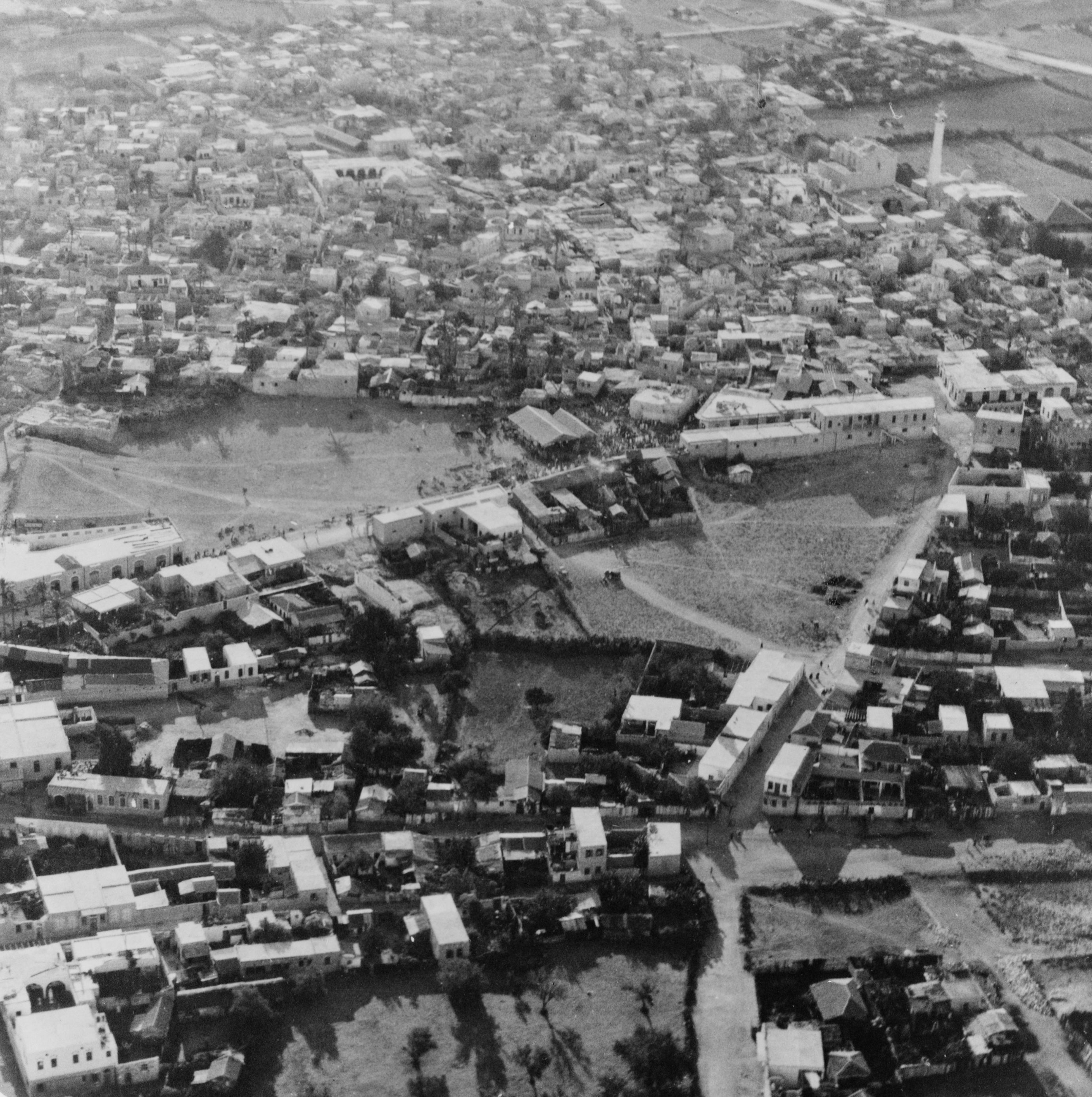
مدينة اللد عام 1932م.
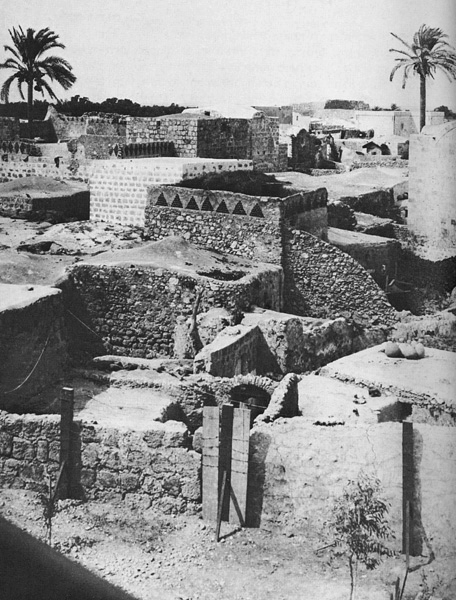
اللد عام 1948م.
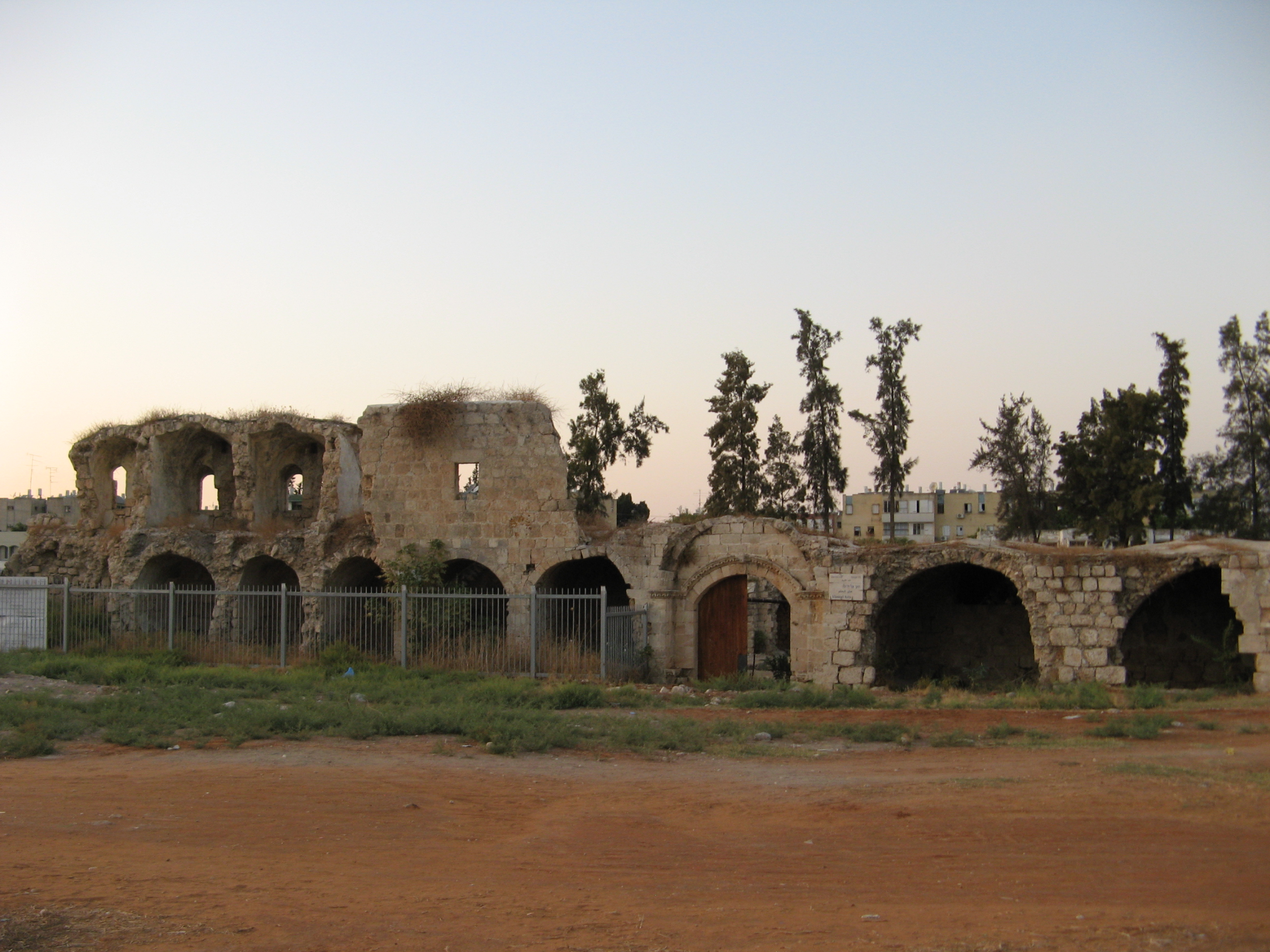
خان الحلو